# Alexander Muirhead
Alexander Muirhead (Salton, Escocia, 26 de mayo de 1848 - Shortlands, Inglaterra, 13 de diciembre de 1920) fue un ingeniero eléctrico escocés.
Su padre, John Muirhead, abandonó la granja y se trasladó a Londres, donde probó suerte en el nuevo negocio de la telegrafía cableada. Alexander recibió formación en el University College de Londres, donde en 1869 obtuvo el Bachelor of Science con honores en química. En 1870 fue aceptado como miembro de la Chemical Society, y en 1872 obtuvo el Doctor of Science en electricidad.
Fue miembro original de la Physical Society of London y miembro de la Societe Frangaise Physique. En 1875 desarrolló un método dúplex para hacer funcionar cables submarinos. Posteriormente trabajó con Oliver Lodge, vendiendo las patentes a Marconi.
En 1877 se convirtió en miembro de la Institution of Electrical Engineers, y en 1904 fue elegido miembro de la Royal Society of London. Fue enterrado en el cementerio de West Norwood, en Londres.